# 李淇 (1831年)
李淇（1831年—？），字竹泉，号少峰，汉军镶蓝旗人。清朝政治人物。
咸丰二年（1852年）壬子科举人，联捷癸丑科进士。任内阁中书，典籍厅行走，文渊阁检阅，吏部稽勋司掌印郎中、文选司行走，掌司务厅验封印，赏戴花翎。诰授朝议大夫，晉封通议大夫。

## 家族
- 堂弟李江，同治壬戌进士；
- 堂弟李津，光绪癸未进士；
- 从堂弟李汾，光绪己丑进士；
- 儿子豫咸，光绪乙未进士，著有《清夜齋文集》二十卷。

一门五进士。